# Emil Fey

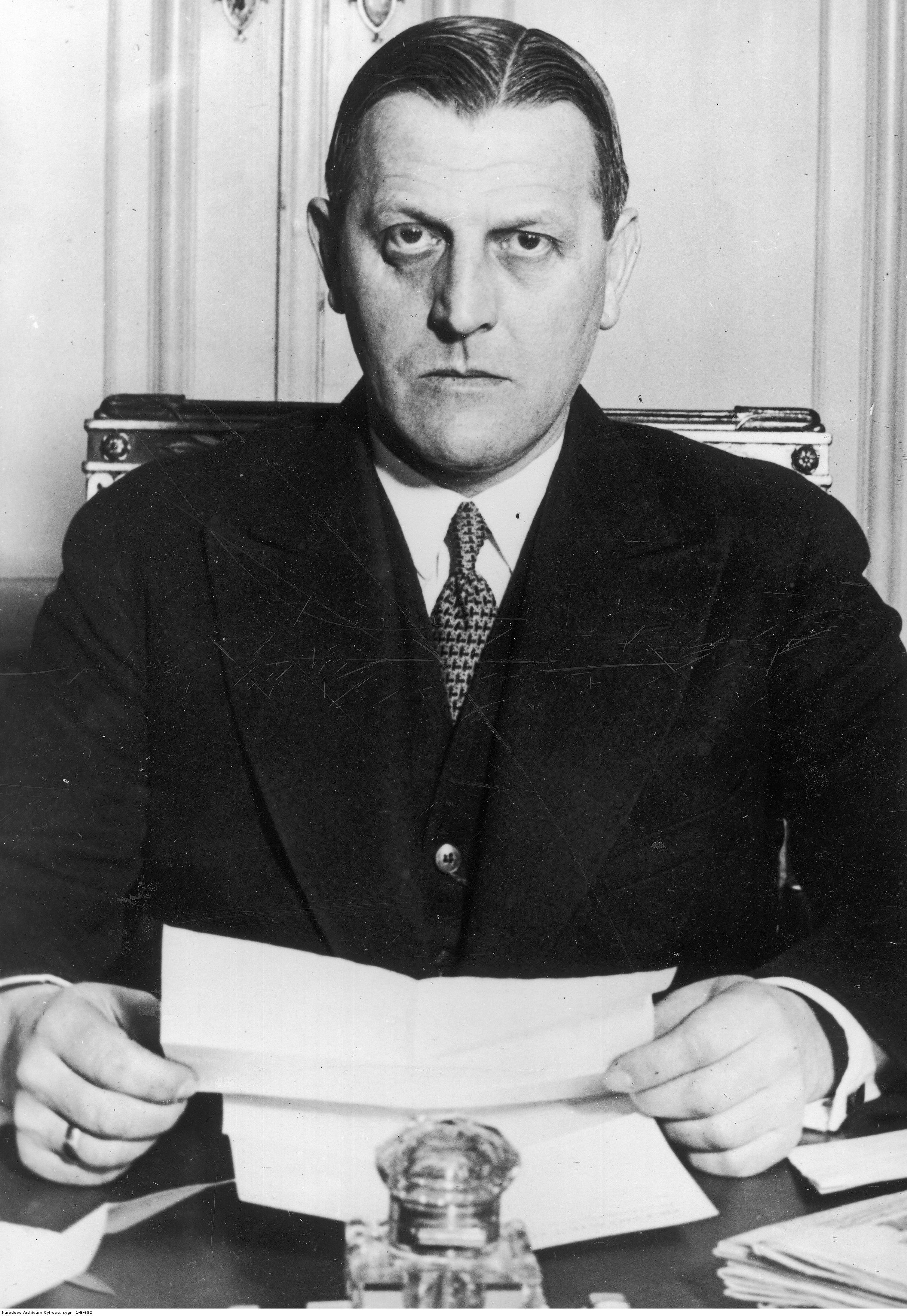
Emil Fey

Emil Fey (* 23. März 1886 in Wien; † 16. März 1938 ebenda durch Suizid) war Major der k.u.k. Armee, Heimwehrführer und Politiker der Ersten Republik und des Ständestaates. Als erklärter Gegner der Sozialdemokratie nutzte er seine Machtstellung als Vizekanzler und Sicherheitsminister rücksichtslos aus, um die Sozialdemokraten zu bekämpfen. Sein politisches Agieren hatte wesentlichen Anteil an der innenpolitischen Polarisierung in der Ersten Republik und am Aufstand des Republikanischen Schutzbundes im Februar 1934.

## Aufstieg

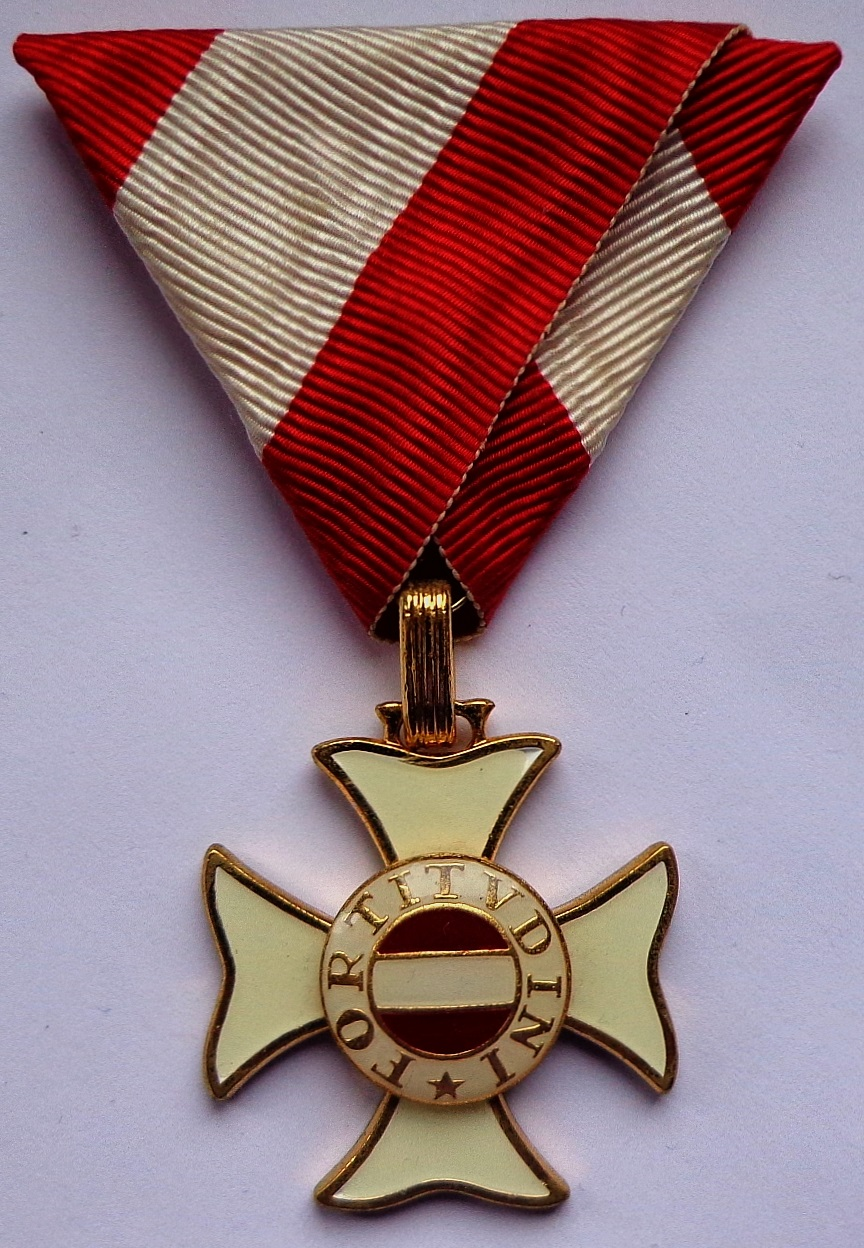
Ritterkreuz des Militär-Maria-Theresien-Ordens

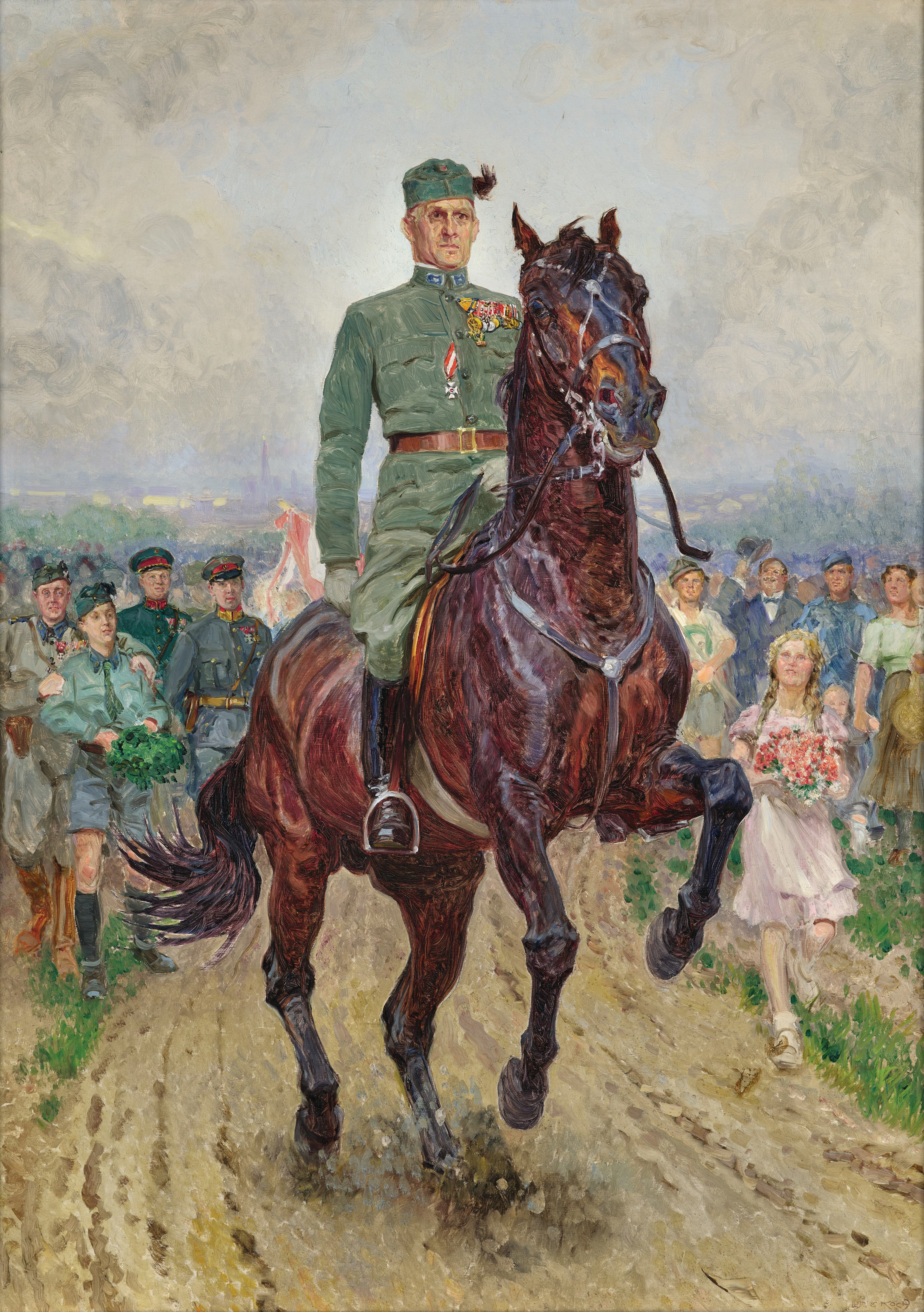
Ludwig Koch: Reiterporträt Emil Fey

Der streng erzogene Sohn eines Beamten war seit 1908 Berufsoffizier. Den Ersten Weltkrieg machte Fey hauptsächlich als Angehöriger des Wiener Hausregiments Hoch- und Deutschmeister Nr. 4 mit. Er wurde mehrmals verwundet und erhielt 1916 die Nominierung für den Militär-Maria-Theresia-Orden (die höchste Tapferkeitsauszeichnung für Offiziere der k.u.k. Armee), der Major Fey aber erst 1922 auf Beschluss des Ordenskapitels tatsächlich verliehen wurde. Die mit der Ordensverleihung verbundene Erhebung in den Freiherrenstand wurde 1924 von Exkaiserin Zita abgelehnt, von ihrem Sohn Otto aber nach dessen Großjährigkeit am 15. Oktober 1934 bestätigt: „Freiherr von Reitelstein“. Daher hat die Vereinigung katholischer Edelleute in Österreich Major Fey als Mitglied anerkannt.
Nach dem Krieg kämpfte er 1919/20 in der Volkswehr im Kärntner Abwehrkampf gegen die Armee des jugoslawischen SHS-Staates. Er war Herausgeber der Österreichischen Wehrzeitung und Direktor des Wiener Militärkasinos. 1923 gründete er die „Deutschmeister-Heimwehr“, dann den Wiener Kriegerbund. 1926 wurde er Präsident des Wiener Kameradschafts- und Kriegerbundes.
Feys politische Laufbahn begann 1927 mit der Gründung der „Wiener Heimwehr“; gleichzeitig engagierte er sich in der Christlichsozialen Partei. Er stieg in der Hierarchie der österreichischen Heimwehrbewegung rasch auf. 1931 wurde er Landesführer des „Wiener Heimatschutzes“, wie sich die ehemalige „Wiener Heimwehr“ nach einer Neuformierung nannte.
Als Heimwehrführer war Fey stets als Rivale Ernst Rüdiger Starhembergs, der ebenfalls eine bedeutende Rolle in der Heimwehrbewegung spielte, bekannt. Beide Politiker und deren paramilitärische Formationen waren für Bundeskanzler Engelbert Dollfuß’ und Kurt von Schuschniggs Diktaturambitionen wesentliche Machtfaktoren, wurden aber nach Etablierung des autoritären Staates Zug um Zug entmachtet. Es war nämlich nicht in erster Linie die Heimwehrbewegung, die die autoritäre Verfassung zum Regierungsprogramm werden ließ, sondern die christlichsoziale Führung […] Erst aus der Bestimmung des Kräfteverhältnisses zwischen faschistischer Heimwehrbewegung und den traditionellen bürgerlichen Kräften wird die sukzessive politische und militärische Entmachtung der Heimwehren […] verständlich.

## Vom Staatssekretär zum Vizekanzler
Ab 17. Oktober 1932 wurde Fey von Dollfuß (I. Kabinett) mit dem Amt des Staatssekretärs für das Sicherheitswesen betraut (das Innenministerium wurde formal vom Bundeskanzler selbst geleitet, für innere Verwaltung war Franz Bachinger Bundesminister). Er verbot alle Versammlungen und Aufmärsche der Sozialdemokraten, Kommunisten und Nationalsozialisten.
Am 15. März 1933 versuchten Abgeordnete der Sozialdemokraten und der Großdeutschen, die am 4. März vorsitzlos abgebrochene Nationalratssitzung fortzusetzen. Fey zog an diesem Tag Heimwehreinheiten im Zentrum Wiens zusammen. Diese sollten allenfalls dabei helfen, den juristischen Staatsstreich Engelbert Dollfuß’ zu unterstützen, der das Parlament von der Polizei zernieren ließ, um die Nationalratssitzung zu verhindern. Sie kamen aber nicht zum Einsatz. Fey gab im Ministerrat vom 17. März an, die Heimwehr, über die Putschgerüchte zirkulierten, hätte den staatlichen Sicherheitskräften nur im Fall eines Generalstreiks Unterstützung leisten sollen. Besonders erzürnte Fey, dass der Wiener Polizeipräsident Franz Brandl, ein Großdeutscher, die Heimwehreinheiten auf dem Judenplatz von der Alarmabteilung der Sicherheitswache beobachten ließ; Brandl rechtfertigte dies mit den Putschgerüchten, wurde aber von Dollfuß sofort zwangspensioniert.
Am 10. Mai 1933 wurde Fey von Dollfuß in den Rang eines Bundesministers – weiter mit demselben Portefeuille betraut – erhoben, am 21. September außerdem Vizekanzler. Er forderte radikaleres Vorgehen gegen die Sozialdemokraten und die Ablösung der Landesregierungen durch Regierungskommissäre.
Er ließ gezielt nach Waffenlagern des von der Bundesregierung durch eine Verordnung nach dem Kriegswirtschaftlichen Ermächtigungsgesetz verbotenen Republikanischen Schutzbundes suchen, Hausdurchsuchungen bei sozialdemokratischen Politikern durchführen und Anfang Februar 1934 Führer des Schutzbundes verhaften. Bekannt ist sein Ausspruch bei einer Veranstaltung der Heimwehr am 11. Februar 1934 in Langenzersdorf: „Wir werden morgen an die Arbeit gehen und wir werden ganze Arbeit leisten!“ Eine Durchsuchung des Linzer Parteiheims der Sozialdemokraten nach Waffen durch die Polizei, gegen die sich die Linzer Schutzbündler unter ihrem Führer Richard Bernaschek zur Wehr setzten, löste tags darauf einen kurzen Bürgerkrieg aus, die Februarkämpfe 1934.

## Machtverlust in Etappen
Feys Machtstellung wurde am 1. Mai 1934, dem offiziellen Gründungstag des ständestaatlich verfassten „Bundesstaates Österreich“, stark beschnitten, als er das Amt des Vizekanzlers an seinen Rivalen Starhemberg abtreten musste, der nun auch in der Vaterländischen Front als Dollfuß’ Stellvertreter und Führer der „VF-Wehrfront“ fungierte.
Am 11. Juli 1934 verlor er im Zuge einer weiteren Regierungsumbildung (Dollfuß misstraute ihm bereits) auch das Sicherheitsressort und blieb lediglich Minister ohne Geschäftsbereich. Obgleich er den pompösen Titel Generalstaatskommissär für außerordentliche Sicherheitsmaßnahmen zur Bekämpfung staatsfeindlicher Bestrebungen erhalten hatte, konnte dieser nicht darüber hinwegtäuschen, dass Fey politisch weitgehend entmachtet worden war.
Die Leitung des Sicherheitswesens übernahm Bundeskanzler Dollfuß nun wieder selbst, zur Führung der Geschäfte bestimmte er Staatssekretär Carl Karwinsky. Zu beiden hatte der ehrgeizige Fey fortan ein überaus distanziertes Verhältnis. Seine Entmachtung brachte ihn in noch größere Nähe zu den Nationalsozialisten, zu denen er bereits vorher Kontakte unterhalten hatte. Mit ihnen teilte Fey zweifellos auch das Interesse, die Position von Dollfuß zu schwächen, weswegen er ihnen auch über den Wiener Vizebürgermeister als Mittelsmann enge Zusammenarbeit anbot.
Beim nationalsozialistischen Putschversuch am 25. Juli 1934 wurde er wie Engelbert Dollfuß im Bundeskanzleramt festgehalten, der dortselbst erschossen wurde. Inwieweit er mit den Putschisten kollaborierte, ist bis heute ungeklärt. Von Regierungsseite wurde ihm jedenfalls vorgeworfen, sein Wissen über den bevorstehenden Überfall auf das Bundeskanzleramt viel zu spät bekannt gegeben zu haben. „Offensichtlich wollte er Zeit gewinnen, um durch Mobilisierung des Heimatschutzes der Held der Stunde zu sein“.
Da aber kein Interesse bestehen konnte, die mögliche Verwicklung eines Regierungsmitgliedes in den NS-Putsch einzugestehen, wurde mit Fey „hinter den Kulissen“ abgerechnet. Seine zwielichtige Rolle während des Putsches wurde vertuscht, und er gehörte vom 30. Juli 1934 bis zum 17. Oktober 1935 dem Kabinett des neuen Bundeskanzlers Kurt Schuschnigg an. Anlässlich seines Ausscheidens aus der Regierung wurde ihm das Großkreuz I. Klasse des österreichischen Verdienstordens verliehen. Vizekanzler und Sicherheitsminister wurde sein Rivale Starhemberg, der seine Entlassung aus der Regierung betrieb, aber das Kabinett am 16. Mai 1936 ebenfalls verlassen musste.
Fey wurde am 7. November 1935 mit dem Posten des Verwaltungsratspräsidenten der Donaudampfschifffahrtsgesellschaft (DDSG) abgefunden. Im Oktober 1936 wurde die Heimwehr von der Regierung aufgelöst, weil sie der beabsichtigten „Befriedung“ mit den „Nationalen“ im Weg stand.
Die Angabe, Fey sei auch Vizepräsident der österreichischen Industriellenvereinigung gewesen, ist falsch.

## Erweiterter Suizid
Nach dem Einmarsch der Nationalsozialisten wurde Fey am 15. März 1938 von der Gestapo einvernommen. Von dieser Einvernahme kam er am Nachmittag sichtlich mitgenommen nach Hause, was auch mehreren ehemaligen Kriegskameraden auffiel, die ihn gegen Abend besuchten. Fey fürchtete den Verlust seines Postens bei der DDSG und die daraus folgende Mittellosigkeit sowie einen möglichen NS-Schauprozess. Fey bat seine zufällig anwesende Schwester, dafür zu sorgen, dass sein 20-jähriger Sohn Herbert, Schüler der Militärakademie Wiener Neustadt zu ihm komme. Er sandte auch einen brieflichen Hilferuf an Edmund Glaise-Horstenau, wartete dessen Antwort jedoch nicht mehr ab. Nachdem er noch zwei Abschiedsbriefe verfasst hatte und sein letzter Besucher, Louis Walterskirchen, gegen zwei Uhr früh Feys Wohnung (3. Bezirk, Reisnerstraße 21) verlassen hatte, tötete er in den frühen Morgenstunden des 16. März 1938 seine Frau und dann sich selbst. Die polizeilichen Ermittlungen ergaben, dass Fey zuerst seine 46-jährige Frau Malvine mit zwei Schüssen tötete, anschließend feuert er einmal auf seinen Sohn Herbert, der sich zuvor schon selbst in den Mund geschossen hatte. Zuletzt tötete sich der frühere Vizekanzler mit einem Schuss in die Schläfe. Er wurde am Wiener Zentralfriedhof bestattet.

## Studentenverbindung
Er war Ehrenmitglied der Tuistonia Mödling im MKV. Er war von 1933 bis 1936 Ehrenmitglied der KÖStV Rudolfina Wien im ÖCV.